# Bluffy
Bluffy ist eine französische Gemeinde im Département Haute-Savoie in der Region Auvergne-Rhône-Alpes.

## Geographie
Bluffy liegt auf 684 m, etwa acht Kilometer ostsüdöstlich der Stadt Annecy (Luftlinie). Das Dorf erstreckt sich in den Bornes-Alpen östlich des Lac d’Annecy, oberhalb des Passübergangs Col de Bluffy am Westfuß der Dents de Lanfon.
Die Fläche des 3,74 km² großen Gemeindegebiets umfasst einen Abschnitt der Bornes-Alpen. Die westliche Grenze verläuft im Bereich des Col de Bluffy (630 m), einem breiten Sattel flankiert von den Höhen des Mont Baret und des Massivs der Tournette, der eine Verbindung vom Lac d’Annecy zum Tal des Fier herstellt. Nach Osten erstreckt sich das Gemeindeareal über einen dicht bewaldeten Hang bis auf die schroffen Kalkgipfel der Dents de Lanfon, auf denen mit 1824 m die höchste Erhebung von Bluffy erreicht wird.
Zu Bluffy gehören der Weiler Le Bosson (700 m) auf einem Geländevorsprung am Fuß der Dents de Lanfon, ein Quartier auf dem Col de Bluffy sowie einige Einzelhöfe. Nachbargemeinden von Bluffy sind Alex im Nordosten, Talloires-Montmin im Süden sowie Menthon-Saint-Bernard im Westen.

## Geschichte
Seit dem 11. Jahrhundert gehörte Bluffy zum Besitz des Klosters von Talloires.

## Sehenswürdigkeiten
Die Kirche Saint-Pierre et Saint-Paul in Bluffy stammt aus dem 19. Jahrhundert.

## Bevölkerung
| Jahr                       | 1962 | 1968 | 1975 | 1982 | 1990 | 1999 | 2009 | 2020 |
| Einwohner                  | 76   | 102  | 132  | 174  | 203  | 248  | 326  | 382  |
| Quellen: Cassini und INSEE |      |      |      |      |      |      |      |      |

Mit 398 Einwohnern (Stand 1. Januar 2022) gehört Bluffy zu den kleinen Gemeinden des Départements Haute-Savoie. Im Verlauf des 19. und 20. Jahrhunderts nahm die Einwohnerzahl aufgrund starker Abwanderung kontinuierlich ab (1861 wurden in Bluffy noch 471 Einwohner gezählt). Seit Beginn der 1970er Jahre wurde dank der attraktiven Wohnlage und der Nähe zu Annecy eine deutliche Bevölkerungszunahme verzeichnet.

## Wirtschaft und Infrastruktur
Bluffy war bis weit ins 20. Jahrhundert hinein ein vorwiegend durch die Landwirtschaft geprägtes Dorf. Heute gibt es verschiedene Betriebe des lokalen Kleingewerbes. Ansonsten ist das Dorf mittlerweile überwiegend eine Wohngemeinde. Viele Erwerbstätige sind Wegpendler, die in den größeren Ortschaften der Umgebung, insbesondere in Annecy ihrer Arbeit nachgehen.
Die Ortschaft ist verkehrsmäßig recht gut erschlossen. Sie liegt oberhalb der Hauptstraße D909, die von Annecy nach Thônes führt. Weitere Straßenverbindungen bestehen mit Menthon-Saint-Bernard und Talloires. Der nächste Anschluss an die Autobahn A41 befindet sich in einer Entfernung von rund 15 Kilometern.